# Oude Passageulepolder zuidelijk deel
De Oude Passageulepolder zuidelijk deel is een deel van de voormalige Passageulepolder dat in 1711 werd herdijkt. De polder bevindt zich noordelijk van Sint-Margriete en maakt deel uit van de Eiland- en Brandkreekpolders.
Doordat de Passageule, in militair gebruik als Passageule-Linie, dwars door de polder liep en toen nog niet kon worden ingedijkt, werd het zuidelijk deel- evenals de Oude Passageulepolder noordelijk deel, een afzonderlijke polder. De polder is 103 ha groot en was verbonden met Het Eiland.
De polder wordt begrensd door de Ketelaarstraat, de Sint Lievensdijk, de Plaatweg, de Molenweg, de Wilde weg en de Passageulestraat. Buurtschappen aan de rand van de polder zijn Plakkebord en Stroopuit.